# Амалия фон Льовенщайн-Вертхайм-Фройденберг
София Амалия Шарлота Хенриета фон Льовенщайн-Вертхайм-Вирнебург (на немски: Sophie Amalie Charlotte Henriette zu Löwenstein-Wertheim-Virneburg; * 2 април 1771, Вертхайм; † 25 май 1823, Рюденхаузен) е принцеса от Льовенщайн-Вертхайм-Вирнебург и чрез женитби графиня на Кастел-Кастел.

## Произход
Тя е дъщеря на 1. княз Йохан Карл Лудвиг фон Льовенщайн-Вертхайм-Фройденберг (1740 – 1816) и ландграфиня Доротея Мария фон Хесен-Филипстал-Бархфелд (1738 – 1799), дъщеря на ландграф Вилхелм фон Хесен-Филипстал-Бархфелд (1692 – 1761) и съпругата му принцеса Шарлота Вилхелмина фон Анхалт-Бернбург-Шаумбург-Хойм (1704 – 1766).
Амалия фон Льовенщайн-Вертхайм-Фройденберг умира на 52 години на 25 май 1823 г. в Рюденхаузен.

## Фамилия
Първи брак: на 30 април 1788 г. в Кастел с граф Албрехт Фридрих Карл фон Кастел-Кастел (* 2 май 1766, Ремлинген; † 11 април 1810, Кастел), син на граф Кристиан Фридрих Карл фон Кастел-Ремлинген (1730 – 1773) и графиня Катарина Хедвиг фон Кастел-Ремлинген (1730 – 1783). Те имат шест деца:
- Фридрих Лудвиг Хайнрих фон Кастел-Кастел (* 2 ноември 1791, Кастел; † 21 април 1875, Кастел), граф и господар на Кастел-Кастел на 11 април 1810 г., женен в Лангенбург на 25 юни 1816 г. за принцеса Емилия фон Хоенлое-Лангенбург (* 27 януари 1793; † 20 юли 1859), дъщеря на 3. княз Карл Лудвиг фон Хоенлое-Лангенбург (1762 – 1825,) и графиня Амалия Хенриета Шарлота фон Золмс-Барут (1768 – 1847); имат деца
- Доротея Кристиана (* 20. януари 1793, Кастел; † 20 февруари 1796, Кастел)
- Доротея Кристиана Клементина Луиза (* 10 януари 1796, Кастел; † 6 септември 1864, Меерхолц, Хесен), омъжена на 22 октомври 1818 г. в Кастел за граф Йозеф фон Изенбург-Бюдинген-Меерхолц (* 10 май 1772; † 14 март 1822)
- Албрехт Филип Фердинанд (* 31 юли 1797, Кастел; † 20 октомври 1797, Кастел)
- Фридрих Ернст Албрехт (* 28 юни 1800, Кастел; † 18 септември 1889, Меерхолц)
- Карл Фридрих Кристиан Хайнрих Август (* 8 декември 1801, Кастел; † 2 март 1850, Висбаден), полковник във военното министерство в Херцогство Насау, женен на 18 юли 1837 г. в Царо, Далмация, за графиня Силвине Фетер фон Лилиенберг (* 4 март 1810, Лилиенберг; † 10 юли 1872, Висбаден)

Втори брак: на 2 август 1812 г. в Кастел с Кристиан Фридрих, брат на Албрехт Фридрих Карл фон Кастел-Кастел. Тя е третата му съпруга. Бракът е бездетен.